# Park Esperanto w Wiedniu
Park Esperanto w Wiedniu (niem. Esperantopark) – wiedeński park miejski, którego nazwa odnosi się do języka esperanto. Położony jest w pobliżu stacji metra Karlsplatz, sąsiaduje z Girardipark.
Park powstał w 2006 roku w związku z przebudową placu Karola (Karlsplatz ). Wówczas też w parku ustawiony został wykonany z brązu pomnik Ludwika Zamenhofa, znajdujący się wcześniej przy placu Giełdowym (Börseplatz). Przeniesienie pomnika i ustalenie nowej nazwy parku związane było z inicjatywą austriackich środowisk esperantystów. Sam pomnik w swojej pierwotnej lokalizacji odsłonięty został w roku 1958. Znajdujący się na kamiennym cokole napis brzmi: Dr. Ludwig Zamenhof, autoro de la internatia lingvo ESPERANTO. Esperanto-Museum, Wien-Hofburg. Upamiętnienie Ludwika Zamenhofa w austriackiej stolicy związane jest z jego dwukrotnym pobytem w Wiedniu w latach 1886 oraz 1895 oraz faktem, że był on absolwentem Uniwersytetu Wiedeńskiego.